# Una vita in Capslock
| Recensione | Giudizio |
| ---------- | -------- |
| Ondarock   | 6,5/10   |
| Rockol     | 6/10     |

Una vita in Capslock è il primo album in studio della rapper italiana Myss Keta pubblicato il 20 aprile 2018.

## Descrizione
L'album mostra una faccia fino ad allora non conosciuta della performer milanese, con brani che svelano qualcosa di più profondo ed introspettivo del lato da diva finora mostrato.
Dal punto di vista musicale, è un disco che esplora la musica elettronica, sperimentale e la fidget house. Spiccano, inoltre, esplorazioni sonore che si estendono tra l'electroclash, la dubstep, il glitch, il rock elettronico, il post-hardcore, il noise, il trip hop, la dance, il jazz e l'avant-garde metal.

## Tracce
Crediti riportati sul sito della SIAE.
Testi di Myss Keta, Dario Pigato e Simone Rovellini, eccetto dove indicato, musiche di Stefano Riva, eccetto dove indicato.
1. Una vita in Capslock – 3:10
2. Una donna che conta – 3:45
3. Irreversibile – 3:06
4. Monica – 2:33 (testo: Myss Keta, Simone Rovellini, Stefano Riva, Dario Pigato – musica: Andrea Mangia)
5. Spam – 2:40 (testo: Simone Rovellini, Stefano Riva, Dario Pigato – musica: Myss Keta, Cristiano Crisci)
6. Botox – 3:27 (testo: Myss Keta, Dario Pigato, Simone Rovellini, Stefano Riva – musica: Andrea Fratangelo, Marlon Silva Lumba)
7. Inferno (feat. Birthh) – 1:24
8. Stress – 3:57 (musica: Stefano Riva, H-24)
9. La scimmia è pazza – 3:10
10. Spleen Queen (feat. Zeus) – 4:45 (testo: Myss Keta, Dario Pigato, Luca Cavina, Paolo Mongardi, Simone Rovellini, Stefano Riva – musica: Luca Cavina, Paolo Mongardi)
11. Ultima botta a Parigi (feat. Any Other, Birthh) – 2:29
12. Intermezzo – 1:02 (musica: Congorock)
13. After amore (feat. David Blank) – 3:50